# Nautiloidea
Os nautilóides (Nautiloidea Agassiz, 1847) são uma subclasse de moluscos cefalópodes de ambientes marinhos cuja documentação fóssil remonta ao Cambriano Superior.. Têm uma distribuição vertical de profundidade bastante ampla (até cerca de 900 m) e são caracterizados por uma concha calcária aragonítica dividida internamente por divisórias em câmaras, ligadas entre si por uma estrutura composta orgânica parcialmente mineralizada definida como "sifúnculo", que tem a função de regulação da osmose e pressão dos fluidos internos (gás e líquido da câmara). Esta estrutura particular da concha constitui uma adaptação às condições de pressão variável decorrentes da ampla gama de distribuição batimétrica que distingue o grupo.. Do ponto de vista filogenético, estes são os antecessores de todos os cefalópodes actuais (octopus, choco, lula) e os ammonites (extintos desde o final da era Mesozóica): este grupo constitui actualmente um elemento faunístico relativamente pouco desenvolvido e com uma distribuição reduzida (Indo-Pacífico); no passado, especialmente no Paleozóico, representou um dos grupos mais diversificados taxonomicamente e de maior sucesso; as formas extintas pertencentes a este grupo são objecto de numerosos estudos paleontológicos pela sua utilidade nos domínios bioestratigráfico e paleoambiental. Devido à estrutura particular e harmoniosa da espiral e da concha compartimentada, o náutilo é também um dos animais marinhos mais icónicos, amplamente representado e citado em diversas expressões artísticas, figurativas e literárias, e utilizado como elemento ornamental.

## Taxonomia

### Aspectos gerais
A classificação dos Nautiloidea é extremamente complexa e controversa. Para compreender as razões, precisamos de considerar o problema numa perspectiva histórica.
A classe Cephalopoda tem sido tradicionalmente dividida por zoólogos em duas subclasses, com base no número de brânquias:.
- Tetrabranchiata - dois pares de guelras
  - Nautilóide
  - Ammonoidea - amonites em latu sensu, grupo vivo do Devoniano ao Cretácico Superior, hoje totalmente extinto
- Dibranchiata - um par de guelras
  - Coleoidea - grupo que inclui a maior parte dos cefalópodes actuais, incluindo por exemplo lulas, chocos e polvos.

Quanto à maioria das formas extintas, não há forma de saber quantos pares de brânquias possuíam nem em todo o caso em pormenor a estrutura das suas dos tecidos moles (que geralmente não fossilizam). Por exemplo, a atribuição dos Ammonoidea aos Tetrabranchiata é inteiramente conjectural (alguns tendem a incluí-los entre os Dibranchiata, pois são formas presumivelmente mais avançadas do que os Nautiloidea e mais parecidos aos Coleoidea). Respeitando os cânones da paleontologia sistemática, favorecemos, por isso, uma subdivisão em três subclasses baseadas na morfologia da concha:

- Nautiloide - concha externa com câmaras, com sifão geralmente amplo, geralmente subcentralizado (não tão marginal) e vários tipos de estruturas intrasifonais e divisão em câmaras (especialmente nas formas paleozóicas). Supturas septais geralmente direitas ou pelo menos simples e de parede relativamente espessa. A ornamentação é geralmente ausente ou pouco desenvolvida[8].
- Ammonoidea - concha externa septada com sifão fino e sem estruturas internas, geralmente marginal e ventral. Supturas septais geralmente complexas e de parede relativamente fina. A ornamentação é geralmente desenvolvida e complexa, especialmente nas formas Paleozóica e Mesozóica tardia. [9].
- Coleoidea - concha no interior do manto com câmara de habitação reduzida ou ausente, composta em formas fósseis arcaicas de três elementos distintos (proóstraco, fragmocone e rostro)[nota 1] que nas formas avançadas tendem a reduzir-se até desaparecerem.[10].

No entanto, esta é uma classificação demasiado simplificada: os três grupos são, de facto, muito compostos, incluindo formas que são significativamente diferentes entre si. Em particular, os Nautiloidea, a partir das formas ancestrais, diversificaram-se fortemente com características diversas, tanto que alguns grupos diferem mais entre si do que dos Ammonoidea. Para os Nautiloidea podemos falar de um grupo parafilético, caracterizado por certas caracteristicas primitivas comuns, não encontrados noutros cefalópodes. A partir da formulação original, baseada principalmente nas formas actuais, o termo Nautiloidea passou gradualmente a definir praticamente todas as formas que não podem ser classificadas como Ammonoidea ou Coleoidea: é, portanto, um grupo definido mais por exclusão em relação aos descendentes, e não com base em características únicas.

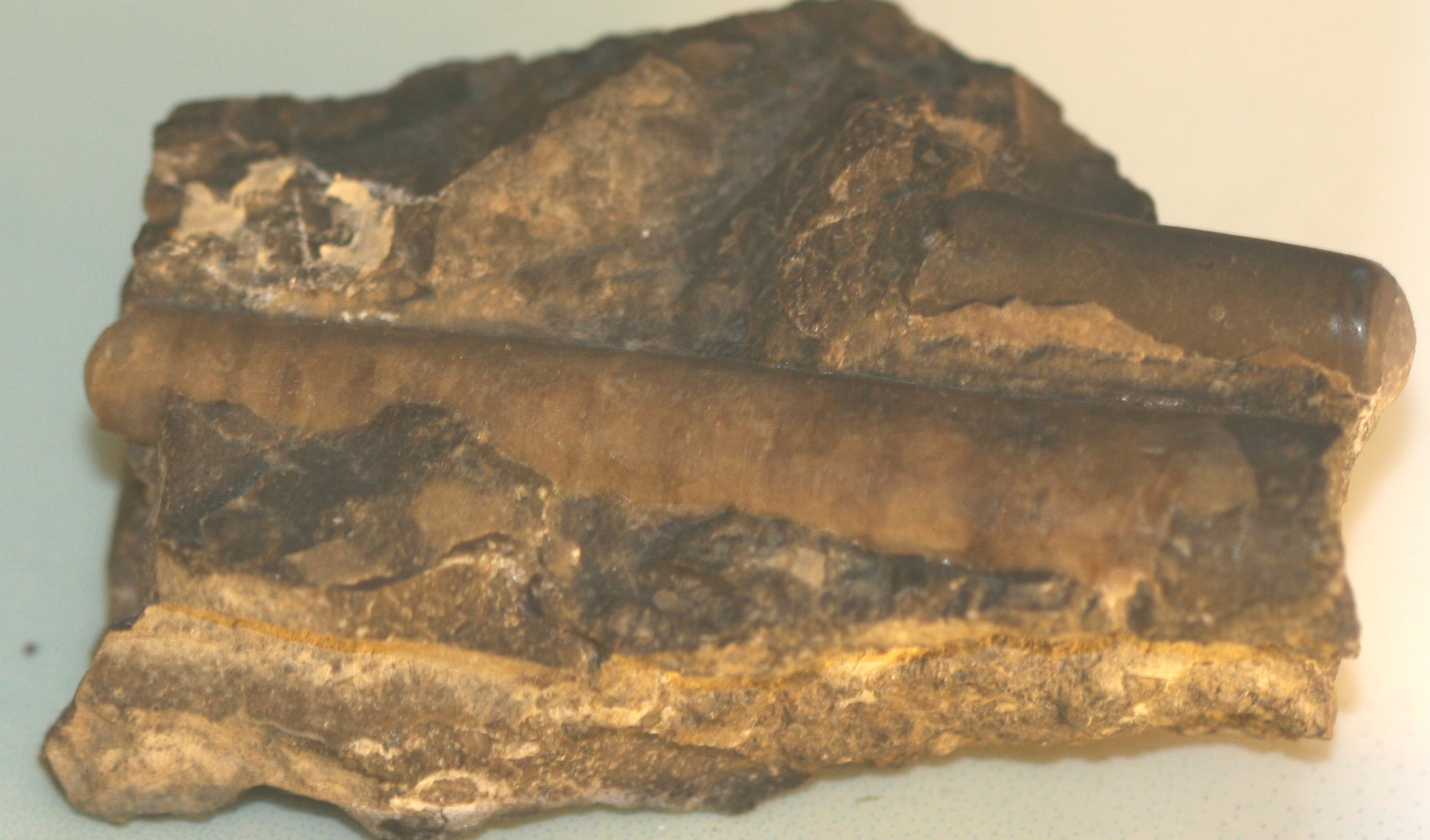
Ortoceratídeos nautilóides fósseis do Silúrico da Boémia (República Checa)

Por estas razões, bem como pela óbvia dificuldade de traçar as relações filogenéticas entre formas maioritariamente extintas, as unidades taxonómicas de classe alta (subclasse, ordem, subordem) são ainda objecto de debate entre os especialistas. Por conseguinte, considera-se inadequado fornecer classificações detalhadas, que não são certamente unívocas na literatura científica e em qualquer caso sujeitas a revisão contínua, podendo limitar-mo-nos à lista das ordens menos controversas, com o relativo intervalo estratigráfico de ocorrência:
- Ordem Plectronoceridae Flower, 1964. Cambriano superior.
- Ordem Ellesmerocerida Flower, 1950. Cambriano superior – Siluriano.
- Ordem Intejocerida Balashov, 1960. Ordoviciano inferior – Ordoviciano médio.
- Ordem Ascocerida Kuhn, 1949. Ordoviciano médio – Siluriano inferior.
- Ordem Endocerida Teichert, 1933. Ordoviciano – Siluriano.
- Ordem Tarphycerida Flower 1950. Ordoviciano – Siluriano.
- Ordem Barrandeocerida Flower, 1950. Ordoviciano – Devoniano superior (Frasniano).
- Ordem Discosorida Flower, 1950. Ordoviciano médio – Devoniano superior (Frasniano).
- Ordem Oncocerida Flower, 1950. Ordoviciano médio – Carbonífero inferior.
- Ordem Actinocerida Teichert, 1933. Ordoviciano médio - Carbonífero médio.
- Ordem Orthocerida Kuhn, 1940. Ordoviciano médio – Triássico.
- Ordem Nautilida Agassiz, 1847. Devoniano – atual.

### Forma atual
Actualmente, a ordem Nautilida (a única viva entre os Nautiloidea) é representada por dois géneros:.
- Nautilus Linnaeus, 1758. Inclui quatro espécies definitivamente determinadas:
  - N. belauensis Saunders, 1981
  - N. macromphalus Sowerby, 1849
  - N. Pompílio Linnaeus, 1758
  - N. estenomphalus Sowerby, 1849

Uma quinta espécie frequentemente citada (Nautilus repertus) é de validade duvidosa, pois pode simplesmente representar uma subespécie de N. Pompílio.
- Allonautilus Ward e Saunders, 1997. Este último é representado por apenas duas espécies, raras e pouco conhecidas.
  - A. scrobiculatus (Lightfoot, 1786)
  - A. perforatus (Conrad, 1847)

O principal critério para a distinção de Allonautilus com base nas características da concha é a largura da área umbilical, que neste género ronda os 20% do diâmetro máximo da concha, enquanto que em Nautilus (mesmo nas espécies N. macromphalus e N. stenomphalus , em que o umbílico não é coberto por calo), não ultrapassa os 16% do diâmetro. A secção axial (i.e., paralelo ao eixo de enrolamento da concha) da curva é também subquadrangular, enquanto que no Nautilus é sempre oval. O Allonautilus também apresenta diferenças significativas nos tecidos vivos e, em particular, no sistema reprodutor em comparação com o Nautilus. Estudos recentes de natureza biológica, genética e paleontológica, permitem-nos colocar a hipótese de uma derivação recente, no Plistocénico, de Allonautilus do Nautilus (devido à aquisição de um enrolamento espiralado menos apertado), em vez de formas mais antigas com menor grau de involução, extintas sem descendência.

## Anatomia
No que diz respeito aos caracteres anatómicos, é possível fazer referência direta apenas a formas vivas pertencentes aos géneros Nautilus e Allonautilus.
Os principais elementos anatómicos são:.
- cabeça;
- massa visceral;
- hipónomo ou funil;
- cavidade branquial;
- manto;
- cordão sifonal.

### Cabeça
Distinto do resto do corpo, do qual constitui a região anterior, está protegido superiormente por uma espessa camada córnea, que bloqueia a abertura quando o animal se retira para o interior da concha para defesa. É dotado lateralmente de dois olhos volumosos, estruturalmente bastante primitivos, sem cristalino nem lente e comunicando com o exterior (ao contrário dos cefalópodes mais evoluídos): funcionam como uma câmara escura e não são capazes de fornecer imagens detalhadas, ao mesmo tempo que é sensível às variações de luz e capaz de perceber massas e silhuetas em movimento. O náutilo é capaz de mover os olhos em relação ao corpo para compensar as mudanças de orientação e manter os olhos fixos em relação à direção da gravidade; esta característica é particularmente útil para compensar o movimento oscilatório (tanto arfada como oscilação) da concha devido à propulsão e às mudanças de direção (bem como a possíveis tensões externas). Numa posição interna em relação aos olhos existem dois órgãos semelhantes a sacos, os estatocistos, cheios de pequenos estatólitos ovóides compostos por aragonite e fosfato de cálcio imerso em endolinfa, cujo movimento ativa um grande número de células ciliadas. Estes órgãos governam o sentido de equilíbrio e medeiam o movimento relativo dos olhos em relação ao corpo, mas não possuem a complexidade dos órgãos coleóides equivalentes, que são capazes de distinguir as componentes lineares e angulares da aceleração (característica relacionada com as capacidades de natação mais desenvolvidas dos cefalópodes endococleados).

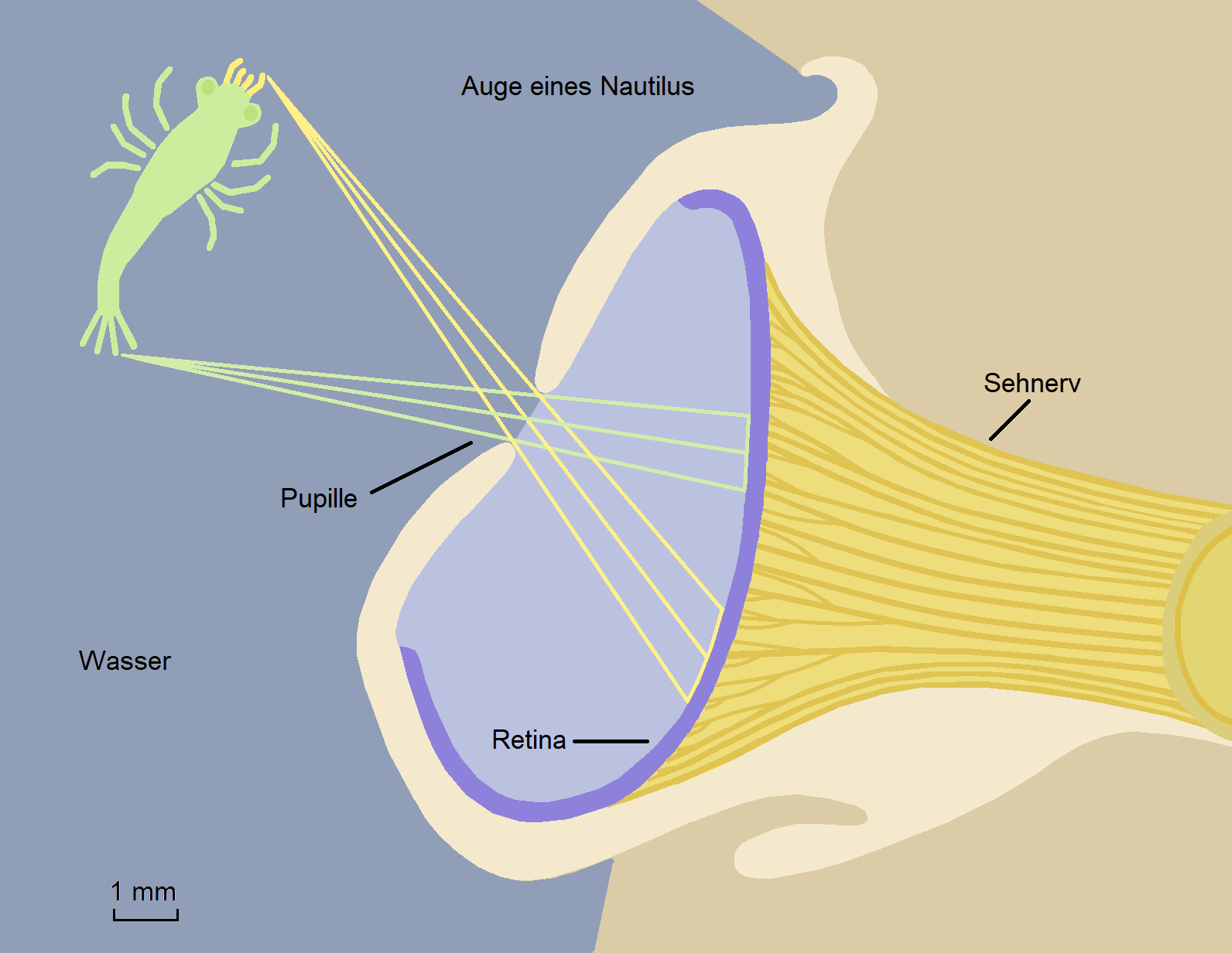
Esquema do olho de um nautilóide

Um par de órgãos em forma de saco, os rinóforos, estão localizados sob cada olho e comunicam com o exterior através de um poro; são fornecidos dentro de células ciliadas e atuam como quimiorreceptores responsáveis pelo sentido do olfato= A cabeça possui ainda uma boca dotada de mandíbulas mineralizadas (de calcita) "bico de papagaio", muitas vezes encontradas fossilizadas (rincólitos). No interior da abertura bucal, na faringe encontra-se a rádula, órgão com função mastigatória semelhante a uma raspa, com diferentes séries de dentes (o actual Nautilus possui uma rádula com treze elementos), com composição quitino-fosfatica. Este último elemento é significativo do ponto de vista taxonómico para as formas actuais de cefalópodes, mas não é muito útil para estudos paleontológicos sistemáticos, pois é menos facilmente preservado no estado fóssil e difícil de ligar às formas de origem.
Em nautilóides extintos, pertencentes à ordem Orthocerida do Silúrico da Suécia, é referida a presença de aptychopsis, placas calcárias semelhantes a duas valvas, unidas ao longo de uma linha de suptura marginal, completamente análogas às estruturas (hápticas) desenvolvidas pelos ammonites no Paleozóico Superior e Mesozóico. Quanto aos amonites, os "hápticos" dos nautilóides são interpretados como opérculos (neste caso parece a interpretação mais provável em comparação com o das estruturas nutricionais). Para além dos dois elementos valvulares, nestas formas é visível uma terceira placa em posição dorsal, que tem sido interpretada como a mandíbula superior do animal.
A boca é rodeada por uma série de tentáculos finos, preênseis e retráteis, dotados de uma bainha. O número e as características dos tentáculos em formas extintas não são, obviamente, conhecidos; no Nautilus actual são 94 tentáculos, com superfície sem ventosas ou ganchos, mas rugosa, composta por nervo central, vasos sanguíneos, fibras musculares transversais e longitudinais (capazes de dar ao membro uma torção de até 90°, inferiores àquele que os cefalópodes coleóides mais avançados, como os polvos, podem operar), e um epitélio. Os tentáculos possuem uma secção subtriangular com terminação pontiaguda, e caracterizam-se por cristas transversais, mais desenvolvidas na parte médio-distal do membro, que aumentam a sua rugosidade, facilitando a preensão e a manipulação. A adesividade da superfície dos tentáculos é facilitada pela secreção de uma glicoproteína. Os tentáculos são normalmente retrácteis dentro da bainha, o que serve para limitar o desperdício de glicoproteína e evitar danos nos próprios tentáculos, extraído quando necessário, geralmente para caçar para manipular presas ou para agarrar um companheiro durante o ato reprodutivo. Os tentáculos derivam provavelmente de uma modificação do pé, característica de outras classes de moluscos; os nautilóides actuais utilizam os tentáculos externos alargando-os num "cone de busca" e os internos para manipular as presas e levá-las à boca.

### Massa visceral

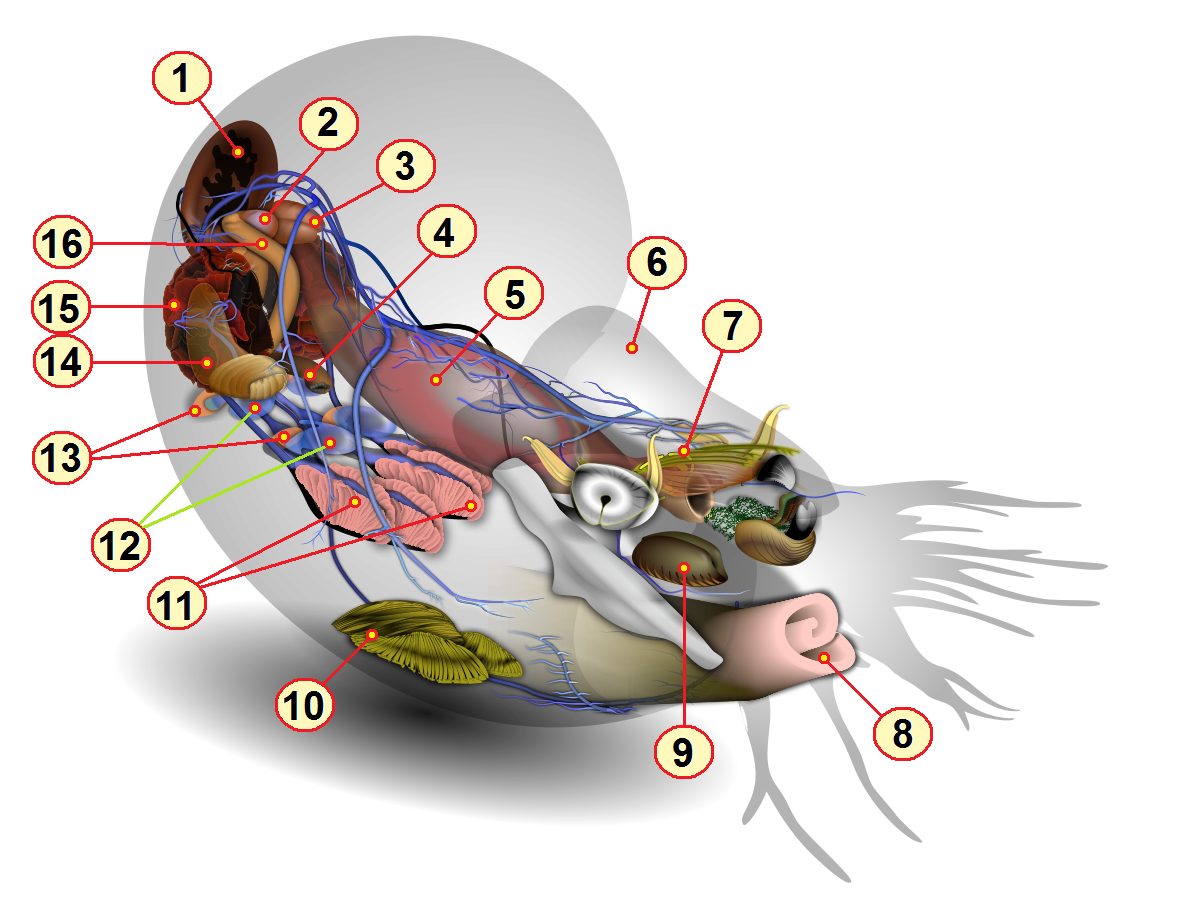
Visualização da massa visceral de um nautilóide actual: 1) ovário; 2) ceco; 3) estômago; 4) ânus; 5) bócio; 6) capuz; 7) músculo da mandíbula superior e nervos labiais; 8) hipónomo; 9) órgão de Valenciennes (feminino); 10) glândula nidamental (feminina); 11) guelras (4); 12) nefrídio; 13) apêndices pericárdicos (corações branquiais); 14) oviduto (feminino); 15) lobo direito do fígado; 16) intestino.

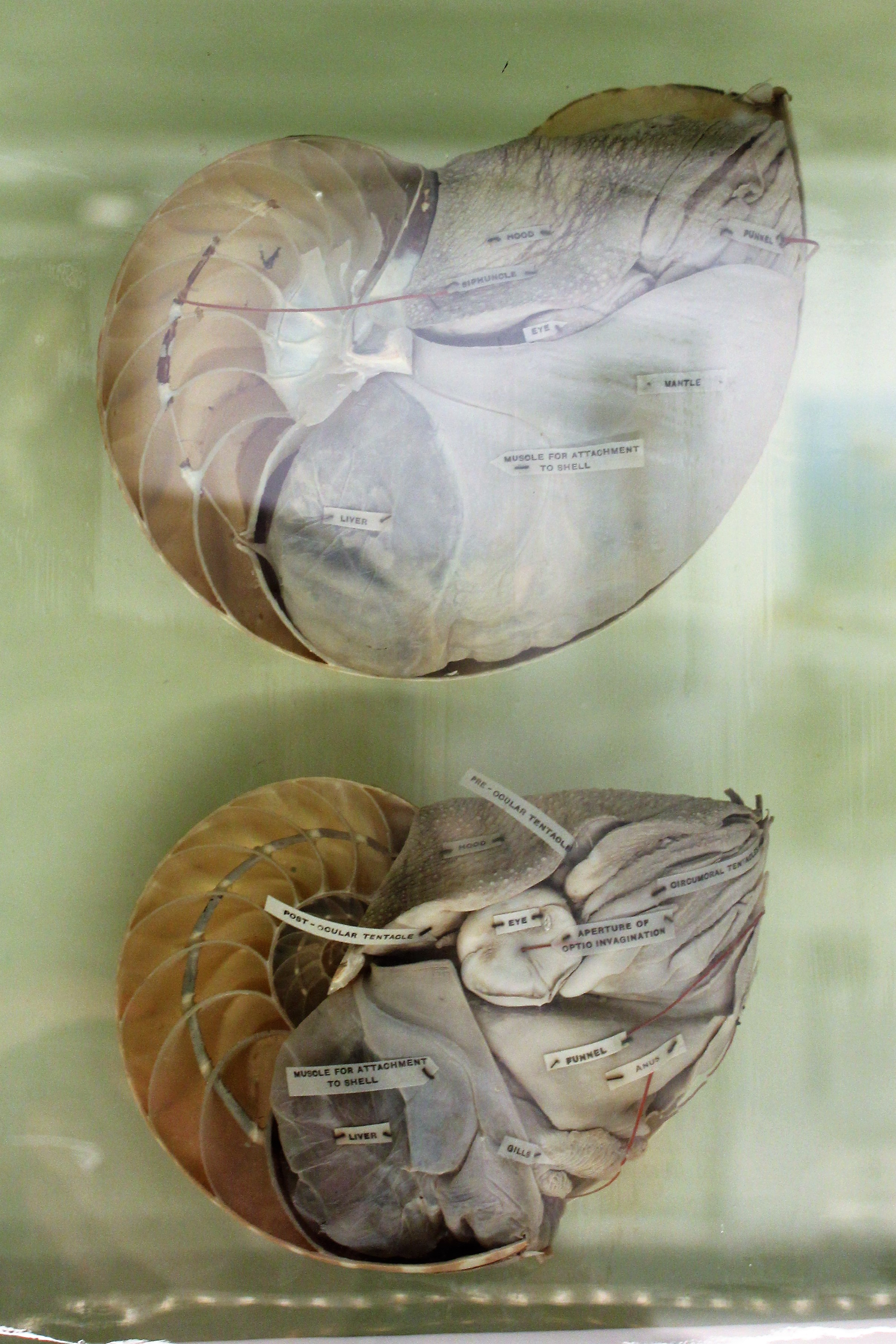
Preparação anatómica de um náutilo em formalina, com indicação dos principais elementos visíveis. Museu de Zoologia da Universidade de Cambridge

A massa visceral está incluída no manto. Inclui:
- o sistema digestivo, que inclui um canal alimentar constituído por um esófago muscular, dotado de uma expansão ("bócio"), o estômago e o intestino, todos rodeados por uma grande glândula digestiva com função hepato-pancreática;
- o sistema circulatório, que inclui um coração sistémico principal, rodeado por um pericárdio e dois corações branquiais, todos ligados a um sistema arterial e venoso;
- o sistema nervoso, composto por um sistema de gânglios ligados entre si e às várias partes do corpo. Nos cefalópodes, o sistema nervoso é mais evoluído do que nos outros moluscos, e os gânglios neurais (cerebrais, pedais e pleurais) estão ligados num "cérebro" circunesofágico, protegido por uma cápsula cartilagínea. Os gânglios cerebrais recebem os nervos dos olhos, dos tentáculos e, em geral, da cabeça; os gânglios pedais inervam o hipónomo e os gânglios pleurais inervam o manto;
- o sistema excretor, que possui quatro nefrídios ("rins"), ligados ao sistema circulatório;
- o sistema reprodutor, constituído por um único saco contendo as gónadas, localiza-se na parte posterior da câmara habitacional e comunica-se através de um ducto com a cavidade do manto. Os sexos são separados, com dimorfismo sexual (os machos são maiores que as fêmeas e desenvolvem uma concha mais larga). Os machos estão equipados com um pénis de 4-5 mm localizado imediatamente atrás do hiponomo, ligado às gónadas (testículos) por órgãos acessórios (vas deferens  e saco espermatofórico) nos quais os espermatozóides são formados e inseridos em sacos alongados denominados espermatóforos. Além disso, apenas nos exemplares masculinos existe um órgão sexual secundário, o espádice, produzido pela modificação e fusão de quatro tentáculos (cirros), geralmente desenvolvidos no lado direito do corpo, o que permite ao macho introduzir directamente o espermatóforos no interior de um órgão específico (órgão de Valenciennes) localizado sob o aparelho bucal da fêmea. O ato reprodutivo ocorre, na verdade, sem um coito propriamente dito.[25][26][ref. deficiente] Nas mulheres, os ovócitos são produzidos no ovário (na parte posterior da massa visceral) e transportados através de um oviduto e passam por aberturas nas glândulas nidamentais localizadas no pavimento da cavidade palial, que regulam a fertilidade e a receptividade sexual, no qual os ovócitos se transformam em verdadeiros óvulos e entram em contacto com os espermatozóides provenientes do órgão de Valenciennes, após a ruptura do espermatóforo.[27][ref. deficiente]